# Unity (Nina Hagen)
Unity è un album in studio da solista della cantante tedesca Nina Hagen, pubblicato nel 2022.

## Tracce
1. Shadrack – 3:42 (Robert MacGimsey)
2. United Women of the World – 3:10 (Hagen)
3. Unity – 3:32 (George Clinton, Hagen, Tequila Mockingbird, Poland)
4. 16 Tons – 2:38 (Merle Travis)
5. Atomwaffensperrvertrag – 3:54 (Hagen, Sasha Perera)
6. Gib mir deine Liebe – 3:08 (Hagen, Perera)
7. Venusfliegenfalle – 3:24 (Hagen, Poland)
8. Redemption Day – 4:19 (Sheryl Crow)
9. Geld, Geld, Geld – 4:25 (Hagen, Poland)
10. Die Antwort weiss ganz allein der Wind – 3:17 (Bob Dylan, Hans Bradtke)
11. Open My Heart (Dinner Time) – 4:35 (Hagen, Poland)
12. It Doesn't Matter Now – 3:17 (Bob Geldof)